# Pugionium
Pugionium là chi thực vật có hoa trong họ Cải.